# 宗玄寺
宗玄寺（そうげんじ）は、丹波篠山市古市にある真宗大谷派の寺院。赤穂浪士ゆかりの寺として知られる。古市はかつては交通の要衝として宿場が形成され、同時に物流の拠点として多くの問屋が栄えていた。今も、往時を偲ばせる催しのいくつかが伝承されている。

## 歴史
当初、丹波の酒井荘として4つの城で統治されていたが、明智光秀の丹波責めにより次々と落城していった中に、油井城主酒井秀正の子である酒井秀朝が後に仏門に入り誓珍と称し、1597年に草案を創設。その後、1676年（延宝4年）に、真宗大谷派に属し宗玄寺と改称した。
赤穂義士の一人、不破正種の実の父、岡野治太夫は共に赤穂藩士であったが、赤穂藩藩主の浅野長矩が高家旗本の吉良義央に対し遺恨から殿中刃傷に及び、後に切腹処分となり家臣たちの離散後、一時播州亀山（現・姫路市）に居住していたが、治太夫の妹のおさよ（通称：熊）が古市の鍵屋という酒造家の酒井三郎右衛門に嫁いでいたことから、治太夫は正種の子2人（大五郎とお鶴）を連れ妻とともに、熊の嫁ぎ先に一時身を寄せ、しばらくして宗玄寺に寄寓することとなった。不破正種は江戸での刃傷事件が起こった時にはすでに事情があって赤穂藩を浪人しており江戸に浪々の身を置いていたという。しかし、同志に加えられる事が許され、討ち入り（赤穂事件）を前にして、正種は密かに両親や子供に別れの言葉をかけるため宗玄寺に立ち寄った。正種の母はこの時、自分の白無垢の下着の裾を切り取り、男の襦袢に縫いなおして餞別にしたが、討ち入り決行の夜には大高忠雄がその襦袢に白居易の詩（浄頼光跡目論　五　白居易放言の一部）である「松樹千年遂是朽、僅花一朝自為栄」と書き記した。赤穂義士47名は、1702年（元禄15）12月14日夜半に吉良邸に突入、本懐を遂げたが、後に正種の短刀や襦袢等の遺品は篠山城主松平氏を通して、宗玄寺に返送されたという。
大五郎は篠山の禅宗大膳寺にて仏門に入り、26歳になって三河の国の永昌寺へ移ったがその後の消息は不明ある。娘「つる」は長じて神戸東灘の真宗寺院に嫁ぎ、後年、その娘が宗玄寺に嫁してきた。
境内には正種の大きな顕彰碑が建つほか、少し離れた宗玄寺墓地には治太夫夫妻の墓石が、また境内の一部には、期限までに願いをかなえるとされる村の「日限地蔵」が祀られ、寺院のすぐ脇の蛭子神社には精緻な彫刻を楽しむことができる。

## 交通アクセス
- 鉄道：JR西日本福知山線古市駅下車 徒歩3分。
- 自動車：近畿自動車道丹南篠山口ICより約8km。または三田西ICより国道176号を北上約15km。

## 年中行事
- 1月10日 十日戎(地域の祭)
- 春分の日 春の彼岸法要
- 5月8日 お花まつり
- 8月14日 お盆法要
- 8月24日 地蔵盆宿場一夜夢街道（地域の祭）
- 秋分の日 秋の彼岸法要
- 勤労感謝の日 報恩講
- 12月14日 義士祭（地元小学生による47士の行列などがある）
- 大晦日 除夜の鐘お茶席接待もある